# Władimir Marganija
Władimir Cziczinowicz Marganija, ros. Владимир Чичинович Маргания, gruz. ვლადიმერ მარღანია, Wladimer Marghania (ur. 8 lutego 1928 w Oczamczyrze, zm. 6 września 1958 we wsi Adziubża, w rejonie oczamczyrskim) – abchaski piłkarz, grający na pozycji bramkarza, reprezentant ZSRR, olimpijczyk.

## Kariera piłkarska

### Kariera klubowa
Wychowanek Szkoły Dziecięco-Sportowej w Suchumi. W 1945 roku rozpoczął karierę piłkarską w miejscowej drużynie Dinama Suchumi. W 1946 został piłkarzem Szachtara Stalino, a w 1947 roku przeniósł się do Dinama Tbilisi, w którym występował do przedwczesnej śmierci w 1958.

### Kariera reprezentacyjna
W 1952 został powołany do reprezentacji Związku Radzieckiego, ale nie rozegrał żadnego meczu. W jej składzie uczestniczył w igrzyskach olimpijskich w Helsinkach w 1952 (drużyna radziecka odpadła w ⅛ finału).
Zginął 6 września 1958 w wypadku samochodowym we wsi Adziubża w rejonie oczamczyrskim.

## Sukcesy i odznaczenia

### Sukcesy klubowe
- wicemistrz ZSRR: 1951, 1953
- brązowy medalista mistrzostw ZSRR: 1947, 1950

### Sukcesy reprezentacyjne
- uczestnik Igrzysk Olimpijskich: 1952

### Sukcesy indywidualne
- wybrany do listy 33 najlepszych piłkarzy ZSRR: Nr 3 (1951, 1953)

### Odznaczenia
- tytuł Mistrza Sportu ZSRR
- tytuł Zasłużonego Mistrza Sportu ZSRR: 1952
- Medal Za dzielność w pracy: 1957